# 本多正賢
本多 正賢（ほんだ まさかた、1983年12月29日 - 2014年11月7日）は、日本の地方競馬の元騎手。現役時代は千葉県競馬組合（船橋競馬）の佐々木功厩舎所属であった。後述の落馬事故により2014年5月31日付けで引退となり、その後同年11月7日に死去した。

## 来歴
2001年9月29日付で地方競馬騎手免許を取得。同年10月10日第8回船橋競馬1日目第2競走C3五組ア条件戦パダンパダンで初騎乗（12頭立て10番人気12着）。翌2002年2月25日第12回船橋競馬1日目第1競走4歳条件戦（17万円以上39万円以下）をゴーゴートップランで優勝（8頭立て1番人気）し、初勝利。
2002年3月16日から8月16日まで益田競馬場が廃止されるまで武者修行を行った。益田競馬での最終騎乗は第7回益田競馬6日目第9競走の日本海特別（重賞）でカネキヒットに騎乗し5着だった（8頭立て8番人気）。益田競馬通算成績は181戦5勝。
2010年7月28日第7回大井競馬4日目第10競走第31回サンタアニタトロフィーをカキツバタロイヤルで優勝（16頭立て6番人気）し、重賞初制覇。
2011年1月4日、川崎競馬第1競走でダージーブライアンに騎乗し、レース中に他馬と接触しバランスを崩して落馬した。その際に本多はコースに放り出され後続馬に巻き込まれて頭部を強打、意識不明の状態となった為、川崎市立川崎病院に救急搬送された。
復帰を目指して長期療養に入ったものの、2014年5月31日付で騎手免許期間の失効により引退となった。
その後も療養を続けてきたが、2014年11月7日、敗血症のため埼玉県ふじみ野市内の病院で死去した。30歳没。
地方通算成績は1974戦96勝・2着96回・3着132回・勝率4.9%・連対率9.7%。